# 자우밍야
자우밍야(Djalminha)는 브라질 출신의 전 축구 선수이다. 과거 브라질 축구 국가대표팀에서 활약했다.